# Morderstwa w Sandhamn
Morderstwa w Sandhamn (szw. Morden i Sandhamn) – szwedzki serial telewizyjny, pierwowzór polskiego serialu Zbrodnia. Jego akcja toczy się na wyspie Sandhamn w Archipelagu Sztokholmskim. Autorką cyklu powieści jest Viveca Sten.

## Obsada
- Thomas Andreasson - Jakob Cedergren
- Nora Linde - Alexandra Rapaport
- Signe - Harriet Andersson